# Unterhohenried
Unterhohenried ist ein Gemeindeteil der Kreisstadt Haßfurt im unterfränkischen Landkreis Haßberge in Bayern.

## Geographie
Das Pfarrdorf liegt rund drei Kilometer nördlich von Haßfurt westlich der Nassach, eines rechten Nebenflusses des Mains, auf 234 m ü. NHN. Die nächstgelegenen Orte sind Oberhohenried im Nordosten und Sylbach im Süden, jeweils wenige hundert Meter entfernt. Die Kreisstraße 30 und die Staatsstraße 2275 verbinden Unterhohenried mit Haßfurt und der Bundesstraße 303.

## Geschichte
Unterhohenried wird erstmals zu Beginn des 14. Jahrhunderts im ältesten Würzburger Lehenbuch zur Zeit von Andreas von Gundelfingen zwischen 1303 und 1313 urkundlich erwähnt. Zwischen 1351 und 1535 gelangte der Ort bis auf einen Hof in den Besitz des Adelsgeschlechts Fuchs von Haßfurt und Wonfurt. Philipp Fuchs von Haßfurt baute um 1477 ein Schloss in Unterhohenried, das 1595 an Sebastian Neustetter, genannt Stürmer übergeben wurde. Im Jahr 1613 wurde das Gut an die Echter von Mespelbrunn verkauft, nachdem deren Linie erloschen war, fiel Unterhohenried 1665 an das Hochstift Würzburg und gehörte zum Amt Haßfurt. Im Zuge der Säkularisation kam der der Ort 1802 zu Bayern. Im Jahr 1875 zählte Unterhohenried 183 Einwohner und 107 Gebäude.
Unterhohenried wurde am 1. Juli 1976 im Zuge der Gebietsreform in Bayern nach Haßfurt eingemeindet.

## Religion
In Unterhohenried stehen zwei Kirchen. Die ältere Kirche St. Michael wurde im Jahr 1708 auf altem Grundriss neu gebaut, zuvor war St. Laurentius der Kirchenpatron. Das Gotteshaus wurde mit der Reformation evangelisch, jedoch wurde das Dorf im Zuge der Gegenreformation unter Julius Echter von Mespelbrunn wieder überwiegend katholisch. Da der Kirchengrund dem evangelischen Kurfürstentum Sachsen gehörte, blieb die Kirche dennoch protestantisch. Im Jahr 1674 wurde im Schloss Unterhohenried eine Kapelle für die katholische Bevölkerung errichtet, die allerdings häufig durch den heute nicht mehr bestehenden Mühlbach überschwemmt wurde. Zwischen 1813 und 1817 wurde schließlich die katholische Kirche St. Johannes der Täufer errichtet. Bis heute ist die Bevölkerung von Unterhohenried überwiegend katholisch.

## Vereine
Die Sportfreunde 1948 Unterhohenried haben 290 Mitglieder und zwei Abteilungen, Fußball und Gymnastik.